# Matthew Peca
Matthew Peca, född 27 april 1993, är en kanadensisk professionell ishockeyforward som spelar för Ottawa Senators i NHL.
Han har tidigare spelat för Montreal Canadiens och Tampa Bay Lightning i NHL och på lägre nivåer för Belleville Senators, Laval Rocket och Syracuse Crunch i AHL och Quinnipiac Bobcats (Quinnipiac University) i NCAA.
Peca draftades i sjunde rundan i 2011 års draft av Tampa Bay Lightning som 201:a spelare totalt.
Den 1 juli 2018 skrev han som free agent på ett tvåårskontrakt värt 2,6 miljoner dollar med Montreal Canadiens.

## Statistik
| 2008–09     | Ottawa Valley Titans  | OEMMHL      | 23  | 10 | 17  | 27  | 12 | 6  | 2  | 3  | 5  | 2 |
|             | Ottawa Valley Titans  | OEMMHL      | 41  | 19 | 33  | 52  | 20 | —  | —  | —  | —  | — |
| 2009–10     | Pembroke Lumber Kings | CJHL        | 60  | 21 | 26  | 47  | 10 | 15 | 3  | 3  | 6  | 6 |
| 2010–11     | Pembroke Lumber Kings | CHL         | 50  | 26 | 46  | 72  | 14 | 14 | 11 | 10 | 21 | 6 |
| 2011–12     | Quinnipiac Bobcats    | NCAA        | 39  | 8  | 31  | 39  | 12 | —  | —  | —  | —  | — |
| 2012–13     | Quinnipiac Bobcats    | NCAA        | 39  | 15 | 15  | 30  | 36 | —  | —  | —  | —  | — |
| 2013–14     | Quinnipiac Bobcats    | NCAA        | 40  | 12 | 26  | 38  | 16 | —  | —  | —  | —  | — |
| 2014–15     | Quinnipiac Bobcats    | NCAA        | 39  | 7  | 29  | 36  | 27 | —  | —  | —  | —  | — |
|             | Syracuse Crunch       | AHL         | 8   | 1  | 3   | 4   | 0  | 3  | 1  | 1  | 2  | 0 |
| 2015–16     | Syracuse Crunch       | AHL         | 65  | 8  | 35  | 43  | 10 | —  | —  | —  | —  | — |
| 2016–17     | Tampa Bay Lightning   | NHL         | 10  | 1  | 1   | 2   | 2  | 0  | 0  | 0  | 0  | 0 |
|             | Syracuse Crunch       | AHL         | 68  | 12 | 29  | 41  | 14 | 22 | 4  | 10 | 14 | 4 |
| 2017–18     | Tampa Bay Lightning   | NHL         | 10  | 2  | 3   | 5   | 0  | 0  | 0  | 0  | 0  | 0 |
|             | Syracuse Crunch       | AHL         | 63  | 13 | 33  | 46  | 18 | 6  | 3  | 6  | 9  | 2 |
| 2018–19     | Montreal Canadiens    | NHL         | —   | —  | —   | —   | —  | —  | —  | —  | —  | — |
| NHL totalt  | NHL totalt            | NHL totalt  | 20  | 3  | 4   | 7   | 2  | —  | —  | —  | —  | — |
| AHL totalt  | AHL totalt            | AHL totalt  | 204 | 34 | 100 | 134 | 42 | 31 | 8  | 17 | 25 | 6 |
| NCAA totalt | NCAA totalt           | NCAA totalt | 157 | 42 | 101 | 143 | 91 | —  | —  | —  | —  | — |